# Simplicia rectalis
Simplicia rectalis là một loài bướm đêm trong họ Noctuidae.